# Friedrich Poppl
Friedrich Poppl (* 1. März 1923 in Soborten; † 5. September 1982 in Wiesbaden) war ein deutscher Schriftentwerfer, Kalligraph, Maler und Hochschullehrer.

## Leben und Werk
Friedrich Poppl erhielt seine erste künstlerische Ausbildung von 1939 bis 1941 an der Staatsfachschule Teplitz-Schönau. In den Jahren 1947 bis 1949 war er als Maler und Grafiker tätig. 1950 bis 1953 studierte er bei Karlgeorg Hoefer, Hans Bohn, Erich Fornoff und Herbert Post an der Werkkunstschule Offenbach, anschließend war er als Schriftgrafiker in Frankfurt am Main für Industrie und Verlage tätig. Von 1955 bis 1982 lehrte er an der Werkkunstschule Wiesbaden und avancierte in zwanzigjähriger Lehrtätigkeit vom Fachlehrer bis zum Studiendirektor und Professor. 1967 begann seine Zusammenarbeit mit der Schriftgießerei H. Berthold AG, für die er bis zu seinem Tod mehr als 40 Schriften für den Fotosatz entwarf. Ab 1976 entstanden die Poppl Antiqua in verschiedenen Versionen, die Stretto und die Exquisit. Die Poppl-Pontifex machte ihn international bekannt. Sein Nachlass ist Teil der Berliner Sammlung Kalligraphie im Archiv der Akademie der Künste.
Das Klingspor-Museum in Offenbach am Main widmete ihm 1965 eine Einzelausstellung mit seinen schriftkünstlerischen Arbeiten vom grafischen Spiel mit Pinsel und Feder bis zur buchgrafischen Anwendung. Es folgten Ausstellungen im Gutenberg-Museum Mainz (1966) und in der Galerie von Oertzen Frankfurt am Main (1984).